# Vibeke Skofterud
Vibeke Westbye Skofterud (* 20. April 1980 in Askim; † 29. Juli 2018 in St. Helena, Hove, Arendal) war eine norwegische Skilangläuferin. Ihre größten Erfolge feierte sie mit der norwegischen Langlaufstaffel, mit der sie bei den Olympischen Winterspielen 2010 in Vancouver sowie bei den Weltmeisterschaften 2005 und 2011 die Goldmedaille gewann.

## Werdegang
Vibeke Skofterud startete bei den Juniorenweltmeisterschaften 1999 in Saalfelden am Steinernen Meer erstmals international. Über die 15 km im freien Stil lief sie als 37. ins Ziel. Nachdem sie im Dezember in Campra zweimal über die 5 km einen Podestplatz errang, startete sie bei den Junioren-Weltmeisterschaften 2000 in Štrbské Pleso. Dort lief sie über 5 km auf den achten Platz. Auch über die 15 km im klassischen Stil lief sie als Neunte in die Top 10. Im Staffelwettbewerb erlief sie sich mit der norwegischen Mannschaft die Bronzemedaille. Am 8. März 2000 gab Skofterud ihr Debüt im Skilanglauf-Weltcup. In Oslo erreichte sie dabei im Sprint den 25. Platz und gewann damit auf Anhieb erste Weltcup-Punkte.
Bei den Nordischen Skiweltmeisterschaften 2001 in Lahti gehörte Skofterud zum norwegischen Team. In der Verfolgung lief sie als 36. ins Ziel. Im Sprint kam sie auf den 16. Platz. Zwei Wochen nach der Weltmeisterschaft lief sie beim Sprint in Oslo erstmals unter die Top 10 in einem Weltcup-Rennen. Bei den Norwegischen Meisterschaften 2001 in Steinkjer gewann sie über die 30 km die Bronzemedaille hinter Bente Skari und Elin Nilsen. Kurz nach Beginn der Saison 2001/02 erreichte sie in Cogne als Dritte erstmals ein Weltcup-Podium. Einen Tag später wurde sie Zweite im Sprint. Eine Woche später gehörte Skofterud erstmals zur Weltcup-Staffel. Gemeinsam mit Tina Bay, Bente Skari und Hilde Gjermundshaug Pedersen feierte sie dabei in Davos ihren ersten Weltcup-Sieg. Bei den im Februar folgenden Olympischen Winterspielen 2002 in Salt Lake City blieb sie nach Platzierungen im Mittelfeld in den Einzeldisziplinen ohne Staffelnominierung. Zurück im Weltcup erreichte sie mit der Staffel in Falun als Zweite erneut einen Platz unter den ersten Drei. Beim letzten Weltcup der Saison in Lillehammer wurde sie im Einzel über die 58 km Zweite.
In die Saison 2002/03 startete Skofterud mit einem fünften Platz beim Sprint von Düsseldorf. Im November siegte sie mit der Staffel in Kiruna. Auch beim Staffelrennen in Davos siegte sie mit ihren Teamkolleginnen. Nach einigen eher schwachen Ergebnissen reiste Skofterud im Februar zu den Weltmeisterschaften 2003 im Val di Fiemme. Nach Rang 22 im Einzel über 10 km im klassischen Stil erreichte sie im Skiathlon den 13. Platz. Mit der Staffel holte sie die Silbermedaille. In der Weltcup-Gesamtwertung landete Skofterud nach eher schwachen Ergebnissen nach der WM auf Platz 21.
Besser verlief die Saison 2003/04. Nach dem Staffelsieg in Beitostølen stand sie als Zweite über die 10 km von Kuusamo wieder auf einem Podium in einem Einzelweltcup. In Davos verteidigte sie mit ihren Teamkolleginnen den Staffelsieg aus dem Vorjahr. Auch in Otepää im Januar gelangte die Staffel auf den ersten Platz. In Umeå erreichte die Mannschaft den dritten Saisonsieg und gewann damit alle Staffelrennen der Saison.
Auch in die folgende Saison startete die Mannschaft erneut mit einem Staffelsieg in Gällivare. In den Einzelrennen blieb Skofterud trotz guter Top-10-Platzierungen auch weiter ohne Sieg oder einen weiteren Podestplatz. In Lago di Tesero verpasste sie mit der Mannschaft erstmals seit über einem Jahr den Sieg und lief als Dritte ins Ziel. Bei den Nordischen Skiweltmeisterschaften 2005 konnte sie ebenfalls bei den Einzeldisziplinen nicht überzeugen, sicherte sich aber mit der Mannschaft im Staffelrennen den Weltmeistertitel.
Auch in den folgenden Winter startete die Staffel in Beitostølen mit einem deutlichen Sieg. Im Februar 2006 startete Skofterud erstmals im Skilanglauf-Scandinavian-Cup, wo sie auf Anhieb auch den Sieg über die zweimal 7,5 km in Nes holte.
Zu Beginn des Winters 2006/07 verpasste Skofterud in Gällivare als Fünfte knapp das Podium. Einen Tag später gewann sie ein weiteres Mal das Staffelrennen mit ihren Teamkolleginnen. In Kuusamo lief sie erneut auf Rang 5 über die 10 km im Einzelrennen. Im Dezember und Januar bestritt sie erstmals die Tour de Ski und beendete diese in der Gesamtwertung auf dem neunten Rang. Als Mitglied des norwegischen Kaders reiste sie zu den Nordischen Skiweltmeisterschaften 2007 in Sapporo. Nach dem 33. Platz im Sprint wurde sie 13. in der Verfolgung. Nach einem 21. Platz im folgenden Einzel über die 10 km gewann sie mit der Staffel die Bronzemedaille über 4 × 7,5 km.
In die Saison 2007/08 startete Skofterud mit einem als Zweite über 10 km in Beitostølen. Einen Tag später gewann sie mit der Staffel das Rennen an gleicher Stelle. Auch in Davos verpasste sie nur knapp ihren ersten Einzel-Weltcupsieg. Mit der Staffel erreichte sie wie in Beitostølen den Sieg. Die folgende Tour de Ski 2007/08 brach sie vorzeitig ab, nachdem sie im Val di Fiemme nicht an den Start gegangen war. Bei den folgenden Norwegischen Meisterschaften 2008 an den Granåsen gewann sie Silber über 10 km und Bronze in der Verfolgung.
Im August 2009 startete Skofterud erstmals im Rollerski-Weltcup und wurde Siebente in Kristiansund. Die Tour de Ski 2009/10 endete für sie erneut im Val di Fiemme, nachdem sie dort disqualifiziert wurde. Bei den Olympischen Winterspielen 2010 in Vancouver gewann sie gemeinsam mit Marit Bjørgen, Kristin Størmer Steira und Therese Johaug die Goldmedaille im Staffelrennen. Weitere Top-Platzierungen, auch in der Staffel, blieben bis zum Saisonende aus.
Im August 2010 gewann sie ihr erstes Rennen im Rollerski-Weltcup. Im November gewann sie mit ihren Teamkolleginnen in Gällivare den ersten Staffel-Weltcup der Saison. Das folgende Nordic Opening in Kuusamo beendete Skofterud als Sechste.
Im Januar 2011 gewann Skofterud in Torsby ihr zweites Rennen im Scandinavian Cup. In Oslo nahm sie im März an den Weltmeisterschaften 2011 teil und gewann mit ihren Staffelkolleginnen zum zweiten Mal die Goldmedaille.
In den folgenden Winter 2011/12 startete sie mit einem dritten Rang in Sjusjøen. Einen Tag später feierte sie mit der Mannschaft ihren 15. Staffel-Weltcupsieg. Auch beim Nordic Opening wenige Tage später bewies sie mit drei Podestplätzen und Gesamtrang drei ihre Stärke. Im März 2012 gewann Skofterud den Wasalauf. Zuvor hatte sie den Gesamtweltcup auf Rang 11 beendet. An diesen Erfolg konnte sie in der Folge nicht mehr anknüpfen und bestritt ihr letztes internationales Rennen während der Tour de Ski 2013/14. Für ihr plötzliches Karriereende gab sie später gesundheitliche Gründe an.
Ab November 2015 war sie als Kommentatorin bei Eurosport tätig. Zudem gab sie Skikurse und war als Trainerin aktiv.

## Erfolge

### Olympische Winterspiele
- 2010 in Vancouver: Gold mit der Staffel

### Weltmeisterschaften
- 2003 im Val di Fiemme: Silber mit der Staffel
- 2005 in Oberstdorf: Gold mit der Staffel
- 2007 in Sapporo: Bronze mit der Staffel
- 2011 in Oslo: Gold mit der Staffel

### Weltcupsiege im Team
| Nr. | Datum         | Ort                  | Disziplin            |
| --- | ------------- | -------------------- | -------------------- |
| 1.  | 16. Dez. 2001 | Davos                | 4 × 5 km Staffel S1  |
| 2.  | 24. Nov. 2002 | Kiruna               | 4 × 5 km Staffel S2  |
| 3.  | 8. Dez. 2002  | Davos                | 4 × 5 km Staffel S3  |
| 4.  | 23. Nov. 2003 | Beitostølen          | 4 × 5 km Staffel S4  |
| 5.  | 14. Dez. 2003 | Davos                | 4 × 5 km Staffel S5  |
| 6.  | 11. Jan. 2004 | Otepää               | 4 × 5 km Staffel S6  |
| 7.  | 22. Feb. 2004 | Umeå                 | 4 × 5 km Staffel S7  |
| 8.  | 21. Nov. 2004 | Gällivare            | 4 × 5 km Staffel S8  |
| 9.  | 20. Nov. 2005 | Beitostølen          | 4 × 5 km Staffel S9  |
| 10. | 19. Nov. 2006 | Gällivare            | 4 × 5 km Staffel S10 |
| 11. | 25. Nov. 2007 | Beitostølen          | 4 × 5 km Staffel S11 |
| 12. | 9. Dez. 2007  | Davos                | 4 × 5 km Staffel S12 |
| 13. | 21. Nov. 2010 | Gällivare            | 4 × 5 km Staffel S13 |
| 14. | 19. Dez. 2010 | La Clusaz            | 4 × 5 km Staffel S14 |
| 15. | 20. Nov. 2011 | Sjusjøen             | 4 × 5 km Staffel S15 |
| 16. | 12. Feb. 2012 | Nové Město na Moravě | 4 × 5 km Staffel S16 |
| 17. | 25. Nov. 2012 | Gällivare            | 4 × 5 km Staffel S17 |

### Siege bei Continental-Cup-Rennen
| Nr. | Datum         | Ort    | Disziplin       | Serie            |
| --- | ------------- | ------ | --------------- | ---------------- |
| 1.  | 25. Feb. 2006 | Nes    | 15 km Skiathlon | Scandinavian Cup |
| 2.  | 8. Jan. 2011  | Torsby | 10 km klassisch | Scandinavian Cup |

### Siege bei Worldloppet-Cup-Rennen
Anmerkung: Vor der Saison 2015/16 hieß der Worldloppet Cup noch Marathon Cup.
| Nr. | Datum        | Ort   | Rennen   | Disziplin                     |
| --- | ------------ | ----- | -------- | ----------------------------- |
| 1.  | 4. März 2012 | Sälen | Wasalauf | 90 km klassisch Massenstart 1 |

### Medaillen bei nationalen Meisterschaften
- 2001: Bronze über 30 km
- 2002: Gold im Sprint
- 2003: Bronze im Sprint
- 2008: Silber über 10 km
- 2009: Bronze über 10 km
- 2011: Bronze über 10 km

## Platzierungen im Weltcup

### Weltcup-Statistik
Die Tabelle zeigt die erreichten Platzierungen im Einzelnen.
- 1.–3. Platz: Anzahl der Podiumsplatzierungen
- Top 10: Anzahl der Platzierungen unter den ersten zehn
- Punkteränge: Anzahl der Platzierungen innerhalb der Punkteränge
- Starts: Anzahl gelaufener Rennen in der jeweiligen Disziplin
- Hinweis: Bei den Distanzrennen erfolgt die Einordnung gemäß FIS.

| Platzierung         | Distanzrennen a | Distanzrennen a | Distanzrennen a | Distanzrennen a | Distanzrennen a | Skiathlon Verfolgung | Sprint | Etappen- rennen b | Gesamt | Team c | Team c  |
| Platzierung         | ≤ 5 km          | ≤ 10 km         | ≤ 15 km         | ≤ 30 km         | > 30 km         | Skiathlon Verfolgung | Sprint | Etappen- rennen b | Gesamt | Sprint | Staffel |
| ------------------- | --------------- | --------------- | --------------- | --------------- | --------------- | -------------------- | ------ | ----------------- | ------ | ------ | ------- |
| 1. Platz            |                 |                 |                 |                 |                 |                      |        |                   |        |        | 17      |
| 2. Platz            | 1               | 3               | 1               |                 | 1               |                      | 1      |                   | 7      |        | 3       |
| 3. Platz            | 1               | 3               |                 |                 |                 | 2                    | 1      | 1                 | 8      |        | 3       |
| Top 10              | 5               | 27              | 3               | 1               | 2               | 14                   | 7      | 4                 | 63     | 3      | 30      |
| Punkteränge         | 14              | 53              | 15              | 6               | 4               | 26                   | 34     | 6                 | 158    | 3      | 30      |
| Starts              | 18              | 60              | 16              | 8               | 4               | 28                   | 58     | 6                 | 198    | 3      | 30      |
| Stand: Karriereende |                 |                 |                 |                 |                 |                      |        |                   |        |        |         |

### Weltcup-Gesamtplatzierungen
| Saison    | Gesamt | Gesamt | Distanz | Distanz | Sprint | Sprint |
| Saison    | Punkte | Platz  | Punkte  | Platz   | Punkte | Platz  |
| --------- | ------ | ------ | ------- | ------- | ------ | ------ |
| 1999/2000 | 6      | 83.    | –       | –       | 6      | 58.    |
| 2000/01   | 83     | 43.    | –       | –       | 57     | 28.    |
| 2001/02   | 370    | 11.    | –       | –       | 125    | 14.    |
| 2002/03   | 217    | 21.    | –       | –       | 133    | 13.    |
| 2003/04   | 437    | 13.    | 366     | 13.     | 71     | 27.    |
| 2004/05   | 157    | 28.    | 107     | 23.     | 50     | 30.    |
| 2005/06   | 123    | 43.    | 116     | 31.     | 7      | 69.    |
| 2006/07   | 364    | 15.    | 244     | 11.     | 4      | 75.    |
| 2007/08   | 234    | 30.    | 232     | 20.     | 2      | 79.    |
| 2008/09   | 63     | 57.    | 63      | 37.     | –      | -      |
| 2009/10   | 343    | 18.    | 306     | 12.     | 29     | 59.    |
| 2010/11   | 331    | 21.    | 225     | 17.     | 26     | 51.    |
| 2011/12   | 707    | 11.    | 522     | 6.      | 65     | 33.    |
| 2012/13   | 316    | 23.    | 244     | 18.     | –      | -      |
| 2013/14   | 90     | 56.    | 70      | 33.     | –      | -      |

## Privates
2005 lehnte Skofterud ein Angebot für erotische Fotos der norwegischen Ausgabe der FHM auf Druck des nationalen Skiverbandes ab. Im Jahr zuvor war ihr privater Laptop mit intimen Fotos gestohlen worden, von denen einige 2006 in Internetforen auftauchten. 2008 bekannte sie sich als lesbisch. 2016 gab Skofterud in einem Interview an, drei Jahre zuvor bei einem Thailand-Besuch nur knapp einer Entführung entkommen zu sein.
Vibeke Skofterud wurde am 28. Juli 2018 von ihrer Lebensgefährtin als vermisst gemeldet. Am 29. Juli wurde ihre Leiche auf der Insel St. Helena bei Færvik gefunden, nachdem ihr Jet-Ski offenbar mit einem Felsen kollidiert und sie an Land geschleudert worden war.